# Hlboké
Hlboké (bis 1927 slowakisch auch „Hluboké“; bis 1907 Hluboka) ist eine Gemeinde in der Westslowakei. Sie liegt in der Landschaft Záhorie, vier Kilometer von Senica und etwa 35 Kilometer von Trnava entfernt.
Der Ort wurde 1262 erstmals schriftlich erwähnt. 1843 wurde hier im Ort die Kodifizierung der Slowakischen Sprache unter maßgeblichen Einfluss von Ľudovít Štúr beschlossen.

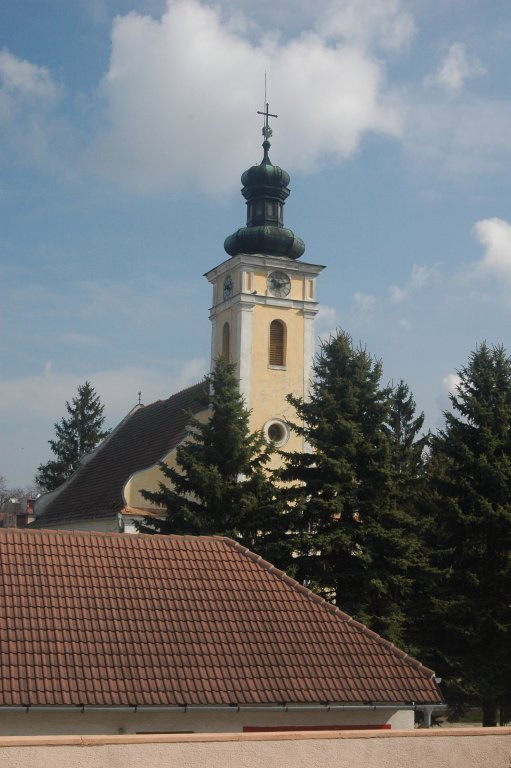
Evangelische Kirche von 1787

## Bevölkerung
| Jahr                | 1994 | 2004    | 2014    | 2024     |
| ------------------- | ---- | ------- | ------- | -------- |
| Anzahl der Personen | 872  | 905     | 939     | 1066     |
| Unterschied         |      | +3,78 % | +3,75 % | +13,52 % |

| Jahr                | 2023 | 2024    |
| ------------------- | ---- | ------- |
| Anzahl der Personen | 1030 | 1066    |
| Unterschied         |      | +3,49 % |

## Persönlichkeiten
- Jozef Miloslav Hurban (1817–1888), slowakischer Politiker, lebte und starb in Hlboké
- Svetozár Hurban Vajanský (1847–1916), slowakischer Schriftsteller, geboren in Hlboké